# 육군항만근무사령부
육군항만근무사령부(Army Port and Service Command (AP&SC))는 하와이주 호놀루루에 본부를 두고 태평양 전쟁에 참가하는 모든 연합국 군대에 보급과 수송지원을 하는 전시 기능사령부였다.

## 역사
1943년 6월 29일에 발효된 전쟁부 일반명령 제110호 "하와이 지부의 재조직화("Reorganization of Hawaiian Department")에 따라 8월 10일에 사령부가 창설되었다. 전쟁동안 AP&SC는 1천2백만 톤의 화물을 31개의 항구에 보내고 2백만명의 장병을 출항하고 감독하였다. 제14해군지역대, 태평양 함대와 협력하였고, 종전 후에 동원해제에 따라 1947년에 해체되었다.
1943년 11월 1일, 하와이 지부 보충창과 하와이 지부 보충대대가 폐지되고 오아후섬에서 제13보충창과 그 예하부대인 제73,74,75,76,77보충대대가 창설되었다. 이듬해 1944년 1월 20일, 중앙태평양 육군으로 전속하였다.

## 편성
- 사령부 본부
- 본부중대
  - 몰로카이섬-라나이섬 관구; 1942 11월 11일 ~ 1944년 3월 24일
- 하와이 지부 보충대대; 1943년 8월 10일 , 전속
- 하와이 지부 보충창; 1943년 8월 10일, 전속
- 제13보충창 - 오아후섬
  - 제73, 74, 75, 76, 77보충대대
- 제24항만대대; 1944년 4월 13일 ~
- 제375항만대대
- 제376항만대대 (A, C중대)
- 제400항만대대 (A, B중대)
- 제197항만중대 (항만)
- 제724헌병대대 (ZI), A중대; 1943년 8월 10일 ~
- 사상자창 (Casual Depot); 1944년 10월 6일 ~ ?
- 인사소 (Personnel Center); 1945년 7월 18일 ~ ?

## 사령관
1. 중령 월터 C. 필립스, 사령관 및 근무군 부참모장
1942년 1월 18일, 대행
1942년 5월 9일, 정식 취임
2. 준장 헨리 B. 홈즈, Jr; 1942년 10월 6일 ~ 1943년 8월 10일
3. 대령/준장 로이 E. 블론트 (Roy E. Blount); 1943년 8월 10일 ~ 1946년 6월, USAFICPA 수송감

## 기록

### 소속
- 하와이 지부; 1943년 8월 14일
- 미국 중앙태평양 지역 육군; 1944년 7월 1일
- 미국 태평양 지역 육군; 1944년 8월 1일
- 미국 중부태평양 육군; 1945년 7월 1일
- 미국 태평양 육군; 1946년

### 계보
- 1943년 8월 10일, Headquarters, Army Port and Service Command (AP&SC)
→육군항만근무사령부, 본부

## 참고
- 《History of Army Port and Service Command》 (영어). United States Army Port and Service Command. 2017년 11월 15일에 확인함.
- 《Army Port and Service Command, embarkation procedure.》 (영어). United States Army Forces, Middle Pacific. 1947년 1월 17일. 2019년 4월 15일에 확인함.